# Phymosia anomala
Phymosia anomala är en malvaväxtart som beskrevs av Paul Arnold Fryxell. Phymosia anomala ingår i släktet Phymosia och familjen malvaväxter. Inga underarter finns listade i Catalogue of Life.